# Bledian Krasniqi
Bledian Krasniqi (Zurigo, 17 giugno 2001) è un calciatore kosovaro con cittadinanza svizzera, centrocampista dello Zurigo.

## Caratteristiche tecniche
È un mediano.

## Carriera

### Club
Cresciuto nel settore giovanile dello Zurigo, ha esordito in prima squadra il 29 novembre 2018 disputando l'incontro di Europa League perso 2-1 contro l'AEK Larnaca.

### Nazionale
Ha giocato in tutte le nazionali giovanili svizzere, dall'Under-15 all'Under-21; nel 2025 ha esordito con la nazionale maggiore kosovara.

## Statistiche

### Presenze e reti nei club
Statistiche aggiornate al 21 febbraio 2019.
| Stagione        | Squadra         | Campionato      | Campionato | Campionato | Coppe nazionali | Coppe nazionali | Coppe nazionali | Coppe continentali | Coppe continentali | Coppe continentali | Altre coppe | Altre coppe | Altre coppe | Totale | Totale | Totale |
| Stagione        | Squadra         | Comp            | Pres       | Reti       | Comp            | Pres            | Reti            | Comp               | Pres               | Reti               | Comp        | Pres        | Reti        | Pres   | Reti   |        |
| --------------- | --------------- | --------------- | ---------- | ---------- | --------------- | --------------- | --------------- | ------------------ | ------------------ | ------------------ | ----------- | ----------- | ----------- | ------ | ------ | ------ |
| 2018-2019       | Zurigo          | SL              | 0          | 0          | CS              | 0               | 0               | UEL                | 3                  | 0                  | -           | -           | -           | 3      | 0      |        |
| Totale carriera | Totale carriera | Totale carriera | 0          | 0          |                 | 0               | 0               |                    | 3                  | 0                  |             | -           | -           | 3      | 0      |        |

## Palmarès

### Club

#### Competizioni nazionali
- Campionato svizzero: 1

Zurigo: 2021-2022